# Levan Intskirveli
Levan Grigoris dze Intskirveli (Georgisch: ლევან გრიგორის ძე ინწკირველი, (Russisch: Леван Григорьевич Инцкирвели) (Koetaisi, 1 juni 1927 – 
31 oktober 2010), was een basketbalspeler en -coach in de Sovjet-Unie. Hij studeerde af aan de Staatsuniversiteit van Tbilisi.

## Carrière
Intskirveli begon zijn loopbaan in 1947 bij Dinamo Tbilisi en is daar zijn hele leven blijven spelen. Met Dinamo won hij in 1950, 1953 en 1954 het landskampioenschap van de Sovjet-Unie. In 1949, 1950 en 1969 won Intskirveli met Dinamo ook de beker van de Sovjet-Unie. In 1951 won hij eveneens de beker van de Sovjet-Unie, toen met het nationaal team Georgische SSR. Intskirveli is daarmee recordhouder met vier gewonnen bekers.
In Europa behaalde Intskirveli de grootste prijs in 1962 toen Dinamo de FIBA European Champions Cup won door in de finale Real Madrid uit Spanje te verslaan met 90-83. In 1960 was de finale nog verloren van SKA Riga. In 1969 verloor Intskirveli met Dinamo de finale om de European Cup Winners' Cup van Slavia VŠ Praag uit Tsjecho-Slowakije met 74-80. Vanaf 1968 tot 1970 was Intskirveli speler-coach van Dinamo. In 1970 stopte hij met basketbal.
In 1997 ontving Intskirveli de presidentiële Ere-Orde voor zijn "grote bijdrage aan de ontwikkeling van basketbal in Georgië en grote verdiensten in de opleiding van jonge atleten". Intskirveli overleed op 31 oktober 2010 op 83-jarige leeftijd. Op zijn geboortedag in 2011 werd een gedenkplaat onthuld op zijn adres in de wijk Vera.

## Erelijst
- Landskampioen Sovjet-Unie: 3
  - Winnaar: 1950, 1953, 1954
  - Tweede: 1960, 1961
  - Derde: 1948, 1952
- Bekerwinnaar Sovjet-Unie: 4
  - Winnaar: 1949, 1950, 1951, 1969
  - Runner-up: 1953
- FIBA European Champions Cup: 1
  - Winnaar: 1962
  - Runner-up: 1960
- European Cup Winners' Cup:
  - Runner-up:1969